# لوسي ليتبي
لوسي ليتبي (ولدت في 4 يناير 1990) هي قاتلة متسلسلة بريطانية وممرضة للأطفال حديثي الولادة، حاولت قتل 13 طفلاً، ونجحت في قتل 7 منهم من عام 2015 إلى عام 2016.
قبض على ليتبي في يوليو 2018 بعد حدوث سلسلة من وفيات الرضع المتكررة بين يونيو 2015 ويونيو 2016 في مستشفى كونتيسة تشيستر في تشيستر، حيث عملت كممرضة لحديثي الولادة منذ عام 2011. بعد الإفراج عنها بكفالة، أعيد اعتقالها في يونيو 2019 ومرة أخرى في نوفمبر 2020، فيما يتعلق بوفيات الرضع الإضافية في المستشفى. في اليوم التالي لاعتقالها النهائي، وجهت إليها ثماني تهم بالقتل و10 تهم بالشروع في القتل. في ختام محاكمتها، التي استمرت من أكتوبر 2022 إلى أغسطس 2023، أدينت بقتل سبعة أطفال ومحاولة قتل ستة آخرين خلال فترة اثني عشر شهرًا، مما يجعلها أكثر قاتلة متسلسلة للأطفال في التاريخ البريطاني الحديث.. حيث في 21 أغسطس 2023 بالسجن مدى الحياة.، وفي مايو 2024 بدأت محاكمتها بقضية جديدة بمحاولة قتل رضيعة أخرى في المستشفى الذي كانت تعمل فيه.

## النشأة والتعليم
ولدت ليتبي في 4 يناير 1990، ونشأت في هيريفورد، إنجلترا، وتلقت تعليمها في مدرسة آيلستون وكلية هيريفورد السادسة النموذجية. تابعت تعليمها في التمريض في جامعة تشيستر، حيث عملت أيضًا كممرضة طالبة خلال ثلاث سنوات من التدريب، وعملت في مستشفى ليفربول للنساء ومستشفى كونتيسة تشيستر. كانت ليتبي، الطفلة الوحيدة، وأول فرد في عائلتها يدرس في الجامعة وتخرجت في سبتمبر 2011. كان والدها مدير مالي متقاعد ووالدتها كاتبة حسابات.

## وفيات الأطفال

### تحقيق مبدئي
في فبراير 2016، أجرى الاستشاريون في وحدة حديثي الولادة في مستشفى كونتيسة تشيستر مراجعة بعد خمس حالات وفاة غير مبررة وخلصوا إلى أن العامل المشترك الوحيد هو وجود ليتبي في الجناح. وجد تقرير MBRRACE-UK (الأمهات والأطفال: تقليل المخاطر من خلال عمليات التدقيق والاستفسارات السرية في جميع أنحاء المملكة المتحدة) معدل وفيات حديثي الولادة أعلى بنسبة 10٪ على الأقل مما كان متوقعًا في الفترة من يونيو 2015 إلى يونيو 2016. وزارت لجنة جودة الرعاية (CQC) المستشفى في نفس الشهر. وعلقت لجنة CQC أن مناقشاتهم مع المدير الطبي في Trustا يان هارفي تضمنت تقارير بواسطة الموظفين عن التحديات المزعومة في إثارة المخاوف مع المديرين، لكنها أنكرت أن يكون قد تم تسليط الضوء على معدل الوفيات المرتفع لهم أثناء الزيارة. أثار تقرير المنظم قضايا "التوظيف القصير" و"مزيج المهارات" في الوحدة، لكنه أشاد "بالثقافة الإيجابية للغاية" للثقة حيث "يشعر العاملون بالدعم الجيد والقدرة على إثارة المخاوف والتطور المهني". 
التقى المديرون التنفيذيون في Trust في يونيو 2016 وناقشوا أولاً ما إذا كان يجب تدخل الشرطة. فقد اعتبروا الأدلة على تورط ليتبي "ظرفية" وخشوا من أن الأطباء كانوا ينفذون "مطاردة الساحرات". كما كانوا قلقين بشأن الإضرار بالسمعة. فقرروا عدم الاتصال بالشرطة.  وقرر المدير الطبي إيان هارفي والرئيس التنفيذي توني تشامبرز بدلاً من ذلك تنظيم مراجعة مستقلة من قبل الكلية الملكية لطب الأطفال وصحة الطفل (RCPCH) والتي بدأت في سبتمبر 2016 وخفض مستوى الوحدة.  في يوليو 2016، توقفت الوحدة عن قبول الأطفال الخدج المولودين قبل 32 أسبوعًا، وحولتهم إلى مستشفيات أخرى في شمال غرب إنجلترا، مثل مستشفى ألدر هاي للأطفال. 
وفي مارس 2017، طلب المستشارون من الإدارة تدخل الشرطة بعد تلقي المشورة من قائد الأطفال حديثي الولادة الإقليمي، الذي أشار إلى أن هناك حاجة إلى مزيد من التحقيق. ثم التقوا بشرطة شيشاير في 27 أبريل 2017 للتعبير عن مخاوفهم ؛ كان من المقرر أن تعود ليتبي إلى العمل في 3 مايو 2017.

### الإجراءات القانونية
في 3 يوليو 2018، ألقت الشرطة القبض على ليتبي للاشتباه في ثماني تهم بالقتل وست تهم بمحاولة قتل، بعد تحقيق استمر لمدة عام في معدلات وفيات الرضع المرتفعة في مستشفى كونتيسة تشيستر.  فتشت الشرطة منزل ليتبي في تشيستر بعد اعتقالها. ، وتم توسيع التحقيق لاحقًا ليشمل مستشفى ليفربول للنساء، وهو مكان آخر كانت ليتبي تعمل فيه. ولم يتم العثور على أي دليل على أن المرضى في المستشفى تعرضوا لأي ضرر أثناء التحقيق الأولي، على الرغم من أن الشرطة بدأت في النظر في الحياة المهنية ليتبي بأكملها، بما في ذلك في مستشفى ليفربول للنساء، منذ إدانتها.   
تم إطلاق سراح ليتبي بكفالة في 6 يوليو 2018 حيث واصلت الشرطة تحقيقاتها.  تم القبض عليها مرة أخرى في 10 يونيو 2019 فيما يتعلق بثماني جرائم قتل وتسع محاولات قتل أطفال،  ومرة أخرى في 10 نوفمبر 2020.   في 11 نوفمبر 2020، اتُهمت ليتبي بثماني تهم بالقتل وعشر تهم بالشروع في القتل.  وضعت في حجز الشرطة. 

#### محاكمة
بدأت محاكمة ليتبي في محكمة التاج في مانشستر في 10 أكتوبر 2022، أمام القاضي جوس، وكان من المقرر أن تنتهي بعد ستة أشهر.   تم الحكم ببراءتها من سبع ته م بالقتل وخمسة عشر تهمة بمحاولة قتل تتعلق بعشرة أطفال.  حضر والدا ليتبي وأسر الضحايا هذه المحاكمة.  

#### الأحكام
في 10 يوليو 2023، بعد محاكمة استمرت تسعة أشهر، تم إرسال هيئة المحلفين للنظر في الأحكام، وبعد أن أنهى قاضي المحاكمة السيد القاضي جوس تلخيصه.  وأعادت هيئة المحلفين الأحكام في عدة أيام ابتداء من 8 أغسطس، ولكن لم يتم الإعلان عن تفاصيل الأحكام إلا بعد صدور الأحكام النهائية في 18 أغسطس. 
و أُدينت ليتبي بارتكاب سبع تهم بالقتل فيما يتعلق بوفاة سبعة أطفال في عامي 2015 و2016 عن طريق حقنهم بالهواء، أو الإفراط في إطعامهم، أو تسميمهم بالأنسولين أو الاعتداء عليهم بأدوات طبية.  
و بالإضافة إلى جرائم القتل السبع، أُدينت ليتبي أيضا بسبع تهم بمحاولة القتل (تتعلق بستة أطفال) خلال نفس الفترة الزمنية. كانت هيئة المحلفين مترددة في محاولة قتل أربعة أطفال آخرين، ووجدت أنها غير مذنبة في تهمتين تتعلقان بالشروع في القتل. أنكرت ليتبي كل التهم الـ 22 الموجهة إليها، وألقت باللوم في هذه الوفيات على مستوى النظافة في المستشفى والموظفين. ومن المقرر أن يُحكم عليها في محكمة التاج في مانشستر صباح يوم 21 أغسطس 2023.  

#### الدوافع المحتملة
على الرغم من أن دوافع ليتبي لا تزال غير واضحة، فقد اقترح الادعاء خلال المحاكمة عدة احتمالات لسبب تنفيذها لعمليات القتل. وشملت هذه الأحتمالات الملل، او أنها "شعرت بالإثارة" من الأحداث التي أحاطت بالموت وأنها استمتعت "بلعب دور الرب". قال الادعاء لهيئة المحلفين إنها "كانت تتحكم في الأمور. كانت تستمتع بما يجري. كانت تتنبأ بأشياء كانت تعلم أنها ستحدث ". وكان الدافع المحتمل الآخر الذي حددته النيابة العامة هو أن عمليات القتل كانت لجذب انتباه طبيب متزوج قد تكون ليتبي علي علاقة سرية به. وهو سيكون أحد الأطباء الذين يتم استدعاؤهم في حالة تدهور حالة الطفل بسرعة. نفت ليتبي كل هذه الاقتراحات، بما في ذلك الادعاء بأنها كانت على علاقة بالطبيب المتزوج. 
و قالت صحيفة الغارديان، في تقريرها بعد صدور الحكم، إن اقرب تفسير هو أوراق لاصقة تم العثور عليها في حقيبة يد ليتبي بعد القبض عليها. كانت الملاحظات تحتوي على ملاحظات مكتوبة بخط اليد، كتب على إحداها: "قتلتهم عن قصد لأنني لست جيده بما يكفي لرعايتهم". خلال المحاكمة أنكرت ليتبي أن هذا كان اعترافًا وأنه كان مجرد انعكاس لاضطرابها العقلي أثناء التحقيق معها. 

### ردود فعل
بعد إدانة ليتبي، أمرت الحكومة بإجراء تحقيق مستقل في الظروف المحيطة بجرائم القتل.  وقالت وزارة الصحة والرعاية الاجتماعية إن التحقيق سيفحص "الظروف المحيطة بالوفيات والحوادث، بما في ذلك كيفية التعامل مع المخاوف التي أثارها الأطباء".  سيكون التحقيق غير قانوني ؛ لذلك، لا يمكن إجبار الشهود على الإدلاء بشهادتهم. المدير الطبي في Trust، إيان هارفي، الرئيس التنفيذي توني تشامبرز، ومديرة التمريض أليسون كيلي، في وقت جرائم القتل، علقوا جميعًا بأنهم سيتعاونون بشكل كامل مع التحقيق.   كان هارفي قد تقاعد في أغسطس 2018 واستقال تشامبرز في سبتمبر 2018. 
أصدرت شركة سلاتر وجوردون، وهي شركة من المحامين يمثلون اثنتين من العائلات التي كان أطفالها ضحايا ليبي، بيانًا يدعو إلى أن يكون للتحقيق سلطة إجبار الشهود على الحضور، نظرًا لأن جلسة الاستماع غير القانونية "يجب أن تعتمد على حسن نية المتورطين لتبادل شهادتهم ".  كانت الحاجة إلى تحقيق عام وجهة نظر رددها وزير الدولة السابق للعدل السير روبرت باكلاند،  وكذلك سامانثا ديكسون، النائب عن مدينة تشيستر،  وستيف برين، رئيس مجلس العموم. لجنة اختيار الرعاية الصحية والاجتماعية. 
دعا ديوي إيفانز، استشاري طب الأطفال الذي عمل كشاهد إثبات، إلى إجراء تحقيق في إمكانية توجيه تهم بالقتل غير العمد للشركات فيما يتعلق بقضية ليتبي. 
ذكرت الكلية الملكية لطب الأطفال وصحة الطفل أنه "يجب أن نتعلم من هذه الجرائم وكيف تمكنت لوسي ليتبي من إلحاق الأذى بهؤلاء الأطفال حتى لا يحدث مثل هذا الوضع مرة أخرى على الإطلاق" ورحبت بالتحقيق المستقل.  أصدرت رئيسة قسم التمريض في NHS England، دام روث ماي، بيانًا قالت فيه إن "NHS ملتزمة تمامًا ببذل كل ما في وسعها لمنع حدوث أي شيء كهذا مرة أخرى، ونرحب بالتحقيق المستقل الذي أعلنته وزارة الصحة والرعاية الاجتماعية. للمساعدة في ضمان تعلمنا كل درس ممكن من هذه الحالة المروعة ".  دعت الجمعية الطبية البريطانية، التي تمثل الأطباء، إلى عملية لمحاسبة مديري NHS ومسؤولي الرعاية الصحية عن سوء الإدارة، على غرار الطريقة التي قد يقوم بها المجلس الطبي العام بشطب الأطباء الذين يؤذون المرضى. 

## أنظر أيضا
- الممرضات المدانين بقتل المرضى
- باربرا سالزبوري - ممرضة بريطانية أدينت في عام 2004 بمحاولة قتل المرضى من أجل "تحرير الأسرة"
- بيفرلي أليت - ممرضة بريطانية أُدينت بقتل ومحاولة القتل وإلحاق الأذى الجسدي الجسيم بالرضع والأطفال في عام 1993
- كولين نوريس - ممرض بريطاني أدين بقتل أربعة مرضى بالأنسولين في عام 2008